# Biblioteca Popular Juventud Moderna
La Biblioteca Popular Juventud Moderna es una biblioteca popular fundada el 16 de noviembre de 1911. Su sede inaugural estaba instalada en la calle 20 de septiembre n.º 1966, en Mar del Plata, Provincia de Buenos Aires, Argentina. Sus fundadores estaban compuestos por hombres de trabajo, en su mayoría extranjeros. El primer nombre que tuvo la biblioteca fue "Sociedad Recreativa e Instructiva Juventud Moderna". Su sede se encuentra en Diagonal Pueyrredón 3324 de Mar del Plata.

## Origen
Como los fundadores eran todos obreros, se dedicaron a la tarea de organizar sus respectivos gremios, de ahí surgieron los primeros sindicatos, con alguna influencia anarcosindicalista. Las reuniones preliminares se daban en la biblioteca. El primero en organizarse fue el gremio de mozos y cocineros, a estos siguieron cocheros, carpinteros, imprenteros, etc. Dos años después la biblioteca se traslada a la calle Hipólito Yrigoyen, entre Rivadavia y Belgrano, donde permanece durante cuatro años. Luego, siempre en compañía de los sindicatos, se instala en la calle Rivadavia entre Independencia y Salta. Estando en este lugar la sorprende la histórica "semana de enero" o "semana trágica", que se desarrolla entre el 7 y el 14 de enero de 1919, a raíz de la huelga en los talleres metalúrgicos de Vasena.
En Mar del Plata los sindicatos organizaron una manifestación callejera de solidaridad a las víctimas, la misma no pudo cumplirse porque cuando la gente comenzaba a congregarse frente a la Biblioteca, se presentó la policía montada, y como si los trabajadores allí reunidos fueran ganado, se los llevaron hasta una cancha de pelota ubicada en la calle 25 de mayo. En ese lugar a algunos se los puso en libertad y los restantes fueron llevados al buque de guerra San Martín, donde se los trasladó a la cárcel de Bahía Blanca a los argentinos y a los extranjeros los deportaron a sus respectivos países de origen. Posteriormente la biblioteca se traslada al local de la calle Bolívar esquina La Rioja, allí permanece hasta que en 1924 adquiere su actual ubicación en La Diagonal Pueyrredón y Bolívar. En esta sede se decide que se construirán también comodidades para las organizaciones que siempre acompañaron y que esa parte se denominara "Casa del Pueblo".

## Mediados delsigloXXhasta el presente
En el año 1940 se construyó el salón de actos, donde luego se construyó el Teatro Diagonal, en el cual se llevaba a cabo una sostenida tarea teatral, realizada por el elenco compuesto de trabajadores, socios y miembros de la biblioteca.  En 1942 se inauguró la sala y se dio una sostenida actividad cultural y teatral donde participaban diferentes grupos. Funcionaban con carácter benéfico dirigido en algunos casos a la compra de libros para la biblioteca y otras veces para la unión obrera local.
En el año 1963, el Teatro de la Casa del Pueblo, por razones que nunca se aclararon, se incendió y quedó totalmente destruido. Luego se tomó la decisión de reconstruirlo.
En 1978 la biblioteca debió soportar el allanamiento avasallante de los militares de la dictadura cívico-militar argentina (1976-1983). La dictadura de Jorge Rafael Videla utilizó la información previa de la inteligencia militar y los grupos paraestatales y completó la tarea de asesinar abogados vinculados con la defensa de las libertades individuales y los derechos de los trabajadores.
Un hombre de la biblioteca, el Dr. Tomas Fresneda, en la llamada "Noche de las Corbatas" integraría la lista de miles de desaparecidos por la última dictadura.
Luego de todo el tiempo y situaciones transcurridas, y del desgaste ocurrido entre los años setenta y noventa, en el siglo XXI la Biblioteca Popular Juventud Moderna sigue en pie. Para el año 2006 se encontraba con más de 2000 socios lectores, 300 socios activos, más de 30.000 libros, revistas, videos, CD, DVD. También funcionan en la sede: la musicoteca Honorio Siccardi y el Archivo de Publicaciones Anarquistas "Francisco Ferrer Guardia". En 2008 rehabilitaron el auditorio cine/teatro Diagonal.
En 2014 se firmó un convenio a través del cual el Teatro Diagonal formará parte de la órbita municipal. El Teatro Diagonal y la Biblioteca “Juventud Moderna” forman parte de un mismo edificio con diferentes accesos y que en 2014 pasan a ser el nuevo Teatro Municipal Diagonal.